# Nkor
Nkor est une commune (Council) du Cameroun située dans la région du Nord-Ouest et le département du Bui. Son ressort territorial est celui de l'arrondissement de Noni.

## Population
Lors du recensement de 1987, Nkor Council comptait environ 17 700 habitants. Une étude locale de 2011 avance le chiffre de 63 487 personnes. Ce sont majoritairement des Noni.
Lors du recensement de 2005, la ville de Nkor proprement dite comptait 4 692 habitants.

## Organisation administrative de la commune
La commune comprend aussi des villages, tels que :
- Din
- Djottin
- Dom
- Etakum
- Lassin
- Mbam
- Mbinon

## Personnalités liées
- Bole Butake, enseignant d'université